# Валхала (Северна Дакота)
Валхала (енгл. Walhalla) град је у америчкој савезној држави Северна Дакота.

## Демографија
По попису из 2010. године број становника је 996, што је 61 (-5,8%) становника мање него 2000. године.
| Група             | 2000.       | 2010.       |
| Белци             | 944 (89,3%) | 864 (86,7%) |
| Афроамериканци    | 0 (0,0%)    | 1 (0,1%)    |
| Азијати           | 0 (0,0%)    | 0 (0,0%)    |
| Хиспаноамериканци | 9 (0,9%)    | 17 (1,7%)   |
| Укупно            | 1.057       | 996         |